# 최정화 (1979년)
최정화(1979년 1월 26일 ~ )는 대한민국의 배우이자 뮤지컬 배우이다.

## 활동 내역
본래는 연극 지망생이었다. 고등학교 재학 시절 극단 연희단거리패에 합류해서 6 ~ 8개월 정도를 숙소에서 머무르며 무대 경험을 하다가 극단에 찾아온 서울예대 교수가 최정화에게 원서 넣는 것을 제안했고, 최정화는 교수의 말대로 3 ~ 4개월 동안 사투리를 교정하고 연기연습을 해 대학교에 합격했다. 그리고 1997년 SBS 공채 개그맨으로 데뷔하였다.
현재는 뮤지컬 배우로 활동 중이며 2015년에는 안영미, 박나래, 김미려 등과 함께 드립걸즈를 공연했다.

## 출연작

### 방송
| 방송사 | 제목                      | 비고 |
| ------ | ------------------------- | ---- |
| KBS    | 개그콘서트                |      |
| KBS    | 쇼! 행운열차              |      |
| KBS    | 코미디 파일               |      |
| KBS    | 2005 설특집 코미디쇼 7080 |      |

### 공연
| 연도   | 제목                 | 역할           | 비고                         |
| ------ | -------------------- | -------------- | ---------------------------- |
| 2019년 | 장수상회             | 멀티녀 役      | 예술의 전당 (경주)           |
| 2019년 | 장수상회             | 멀티녀 役      | 예술의 전당 (천안)           |
| 2019년 | 장수상회             | 멀티녀 役      | 3.15 아트센터 (창원)         |
| 2018년 | 장수상회             | 멀티녀 役      | 문화예술회관 (광주)          |
| 2018년 | 장수상회             | 멀티녀 役      | 엑스코 오디토리움 (대구)     |
| 2018년 | 장수상회             | 멀티녀 役      | 예술의 전당 (익산)           |
| 2018년 | 장수상회             | 멀티녀 役      | 유니플렉스                   |
| 2018년 | 빨래                 | 주인할매 役    | 동양예술극장                 |
| 2017년 | 당신만이             | 아내 이필례 役 | 2017~2019 (JTN 아트홀)       |
| 2016년 | 친정엄마             | 시어머니 役    | 두산아트센터                 |
| 2015년 | 당신만이             | 아내 이필례 役 | 2015~2017 (한성아트홀)       |
| 2015년 | 30만원의 기적        | 어머니 役      | 대학로 소극장 축제           |
| 2015년 | 드립걸즈             |                | CGV 신한카드아트홀           |
| 2015년 | 밀당의 탄생          | 고수 役        | 대학로 티오엠                |
| 2014년 | 청년창업 구군분투기  |                | 한성아트홀                   |
| 2013년 | 젊음의 행진          | 담임 役        | 서울, 서산, 울산, 청주, 김해 |
| 2013년 | 블랙메리 포핀스      | 메리 役        | 이해랑 예술극장              |
| 2012년 | 밀당의 탄생          | 고수 役        | 대학로 자유극장              |
| 2012년 | 국화꽃 향기          | 멀티 役        | NH 아트홀                    |
| 2011년 | 리턴 투 햄릿         | 여일 役        | 2011~2012 (동숭아트센터)     |
| 2010년 | 뮤직 인 마이 하트    | 언더(과거) 役  | 대학로 자유극장              |
| 2009년 | 젊음의 행진          | 월숙이 役      | MBC 롯데아트홀 (부산)        |
| 2009년 | 젊음의 행진          | 코엑스아티움   |                              |
| 2009년 | 온에어 시즌3         | 멀티걸 役      | 충무아트센터                 |
| 2009년 | 오! 당신이 잠든 사이 | 정숙자 役      | 하모니아 아트홀              |
| 2008년 | 오! 당신이 잠든 사이 | 정숙자 役      | 복사골 문화센터              |
| 2008년 | 뮤직 인 마이 하트    | 언더 役        | 복사골 문화센터              |
| 2007년 | 오! 당신이 잠든 사이 | 정숙자 役      | 뮤지컬 샤우트 전용극장       |
| 2006년 | 뮤직 인 마이 하트    | 언더 役        | 2006~2008 (대학로 자유극장)  |
| 2006년 | 달고나               | 변사 役        | 충무아트센터                 |